# Robert I van Eu
Robert I van Eu (overleden tussen 1091 en 1093) was in de tweede helft van de 11e eeuw graaf van Eu. Hij behoorde tot het huis Normandië.

## Levensloop
Robert I was de oudste zoon van graaf Willem I van Eu uit diens huwelijk met Lesceline, dochter van Turquetil van Harcourt. Na de dood van zijn vader, ten laatste in het jaar 1057, werd hij graaf van Eu.
In 1054 viel koning Hendrik I van Frankrijk met een leger Normandië binnen. Vervolgens beval hertog Willem de Veroveraar een deel van zijn strijdkrachten om het Franse leger aan te vallen, onder leiding van Robert I van Eu en Walter Giffard. Hierdoor was hij eind 1054 een van de Normandische bevelhebbers in de Slag bij Mortemer, waarbij het Franse leger een vernietigende nederlaag leed.
In 1066 commandeerde Robert I van Eu zestig schepen in de vloot die Willem de Veroveraar steunde bij de Normandische verovering van Engeland. Rond 1068 kreeg hij als beloning voor zijn diensten het kasteel van Hastings en omliggende gebieden toegewezen. Een jaar later, in 1069, steunde hij op vraag van Willem de Veroveraar graaf Robert van Mortain in de strijd tegen de Denen. Toen de Denen hun schuiloord verlieten om de omgeving te plunderen, werden ze onverwacht aangevallen door de troepen van Robert van Mortain en Robert I van Eu waarna de Denen gedwongen werden om via zee weg te vluchten.
Na de dood van Willem de Veroveraar in 1087 steunde Robert diens zoon Robert Curthose, de hertog van Normandië. Ontmoedigd door zijn mildheid en losbandigheid, koos hij samen met vele andere Normandische edelen uiteindelijk de zijde van koning Willem II van Engeland, van wie hij meerdere garnizoenen kreeg om zijn kastelen te beveiligen. In februari 1091 steunde Robert I de interventie van Willem II in Normandië. 
Robert I van Eu stierf tussen 1091 en 1093. Hij werd als graaf van Eu en heer van Hastings opgevolgd door zijn zoon Willem II en werd bijgezet in de Sint-Michielsabdij van Tréport, die hij tussen 1057 en 1066 had opgericht om zijn eerste echtgenote te herdenken.

## Huwelijken en nakomelingen
Zijn eerste echtgenote was Beatrix van Falaise, met wie hij volgende kinderen kreeg:
- Rudolf (overleden na 1036)
- Robert (overleden in 1149)
- Condoha (overleden na 1087), huwde in 1058 met graaf Fulco van Angoulême
- Willem II (overleden rond 1095), graaf van Eu en heer van Hastings

Nadat hij weduwnaar was geworden, hertrouwde Robert I van Eu met Mathilde van Hauteville, dochter van koning Rogier I van Sicilië. Het huwelijk bleef kinderloos en eindigde in een echtscheiding.